# 斯法基亚
斯法基亚（希臘語：Σφακιά）是希腊克里特大区哈尼亚专区的一个市镇，位于克里特岛西南部。市镇面积为467.6平方公里，2011年人口数量为1,889人。市镇下分为9个社区。